# Domaljevac-Šamac
Domaljevac è un comune della Federazione di Bosnia ed Erzegovina situato nel Cantone della Posavina con 5.216 abitanti al censimento 2013.

## Società

### Evoluzione demografica
In base al censimento del 1991 la popolazione era così suddivisa dal punto di vista etnico: